# Sadiq Khan
Sir Sadiq Aman Jan (en urdu: صادق امان خان) (Tooting, Londres, 8 de octubre de 1970) es un abogado y político británico. Desde el 7 de mayo de 2016 es alcalde de Londres tras su victoria en las elecciones locales del 5 de mayo, reelecto en las locales el 6 de mayo del 2021 y las elecciones del 4 de mayo de 2024.

## Biografía
Nació en Tooting, en el sur de Londres, en el St. George's Hospital. Proviene de una familia de inmigrantes pakistaníes. Su padre fue conductor de autobús durante veinticinco años y miembro del sindicato, su madre era costurera. Se instalaron en Londres procedentes de Pakistán en la década de 1960 con sus tres hijos mayores. El primer lugar donde vivió Sadiq fue una habitación en el barrio Balham y más tarde en un piso de protección oficial del Henry Prince Estate de tres habitaciones que compartió con su familia hasta los 20 años cuando se fue de casa. Tiene seis hermanos y una hermana, todos estudiaron en la escuela pública. Ha practicado boxeo. Atribuye al entonces director de su colegio, Naz Bokhari, el primer musulmán al frente de una escuela de secundaria en Londres, el mérito de enseñarle que «el color de la piel o la procedencia no es una barrera para ser algo en la vida». Estudió derecho en la Universidad de North London decantándose por la defensa de los Derechos Humanos y la política.  
En 1985, a los quince años de edad, se adhirió al Partido Laborista. Nueve años más tarde fue elegido consejero municipal y en 2005 accede a la Cámara de los Comunes. En 2008 fue nombrado ministro de Transportes en el gabinete de Gordon Brown y posteriormente de Comunidades. 
Como consejero privado de Su Majestad tiene el estatus de Muy Honorable. 
Khan se ha desempeñado como presidente de la Sociedad Fabiana.
Fue nombrado caballero en los New Year's Honours de 2025.

## Alcaldía de Londres
Desde 2013, Khan hizo apariciones ante la prensa y en plataformas de discusión donde habló sobre una posible candidatura para la Alcaldía de Londres del 2016. Así, en mayo de 2015 dio a conocer sus intenciones de convertirse en el candidato del Partido Laborista. En septiembre de 2015, durante su campaña para la candidatura laborista Khan ganó la selección de la primera ronda con un 37.5 % aventajando a su contrincante, Tessa Jowell quien obtuvo 29.7 %. En la ronda final, ya habiendo eliminado a candidatos de menor posición, volvió a ganar obteniendo un 58.9 %, mientras que su contrincante obtuvo el 41,1 % restante.
Fue elegido alcalde de Londres en las elecciones del 5 de mayo; tomó posesión del cargo dos días después, el 7 de mayo de 2016, convirtiéndose así en el primer alcalde de origen musulmán de la historia de Londres y de una capital europea y esto lo convirtió en uno de los musulmanes más influyentes de Europa. Khan tomó juramento como alcalde de Londres en una ceremonia en la catedral de Southwark.
Su nombramiento requirió su renuncia como Miembro del Parlamento representando a Tooting.

### Reelección 2021
Fue reelecto como alcalde el 8 de mayo, tras su victoria ante el tory Shaun Bailey.

### Reelección 2024
Khan se ganó en el mayo de 2024 a su rival conservadora Susan Hall por más de 276.000 votos, lo que supone una diferencia del 3,2 % a favor de los laboristas. Él ganó en nueve de las 14 circunscripciones, dos de ellas frente a los conservadores.

## Vida personal
Khan se casó con su esposa Saadiya Ahmed en 1994; tienen dos hijas, Anisah (1999) y Ammarah (2001). Profesa la religión islámica.